# 不溯及既往原則
不溯及既往原則（拉丁語：Lex retro non agit），亦稱為刑法無溯及力，指刑法只適用於其生效以後的行為，對其生效以前的行為不得適用。不溯及既往原則是派生自罪刑法定主義，是確立現代刑事法律制度的一項重要原則。
行政法係以不溯及既往為原則、溯及既往為例外。法律適用之基本原則中有所謂「不溯及既往」，此是源於法治國家內涵之信賴保護原則思想。行政法亦係以不溯及既往為原則、溯及既往為例外。基於此原則，除立法機關於制定法律時，以衡量公益與利益保護之結果，會明定行政法規得例外的溯及既往外，行政機關於適用法規時，即應遵守該原則，不得任意擴張例外之解釋，而使行政法規之效力溯及於該法規生效前業已終結之事實或法律關係，以維持法律生活之安定。

## 意義
在刑法上，不溯及既往原則的主旨在於保護行為人避免因立法行為而受到侵害，反對“不教而誅”。由於立法機關有制定和修改刑法的權力，新制定或經修改的法律有可能有利於行為人，但也可能產生不利。故此有必要對適用刑法的情況在時間上作出限制，以體現罪刑法定原則和罪刑相適應原則。

## 刑法在時間上之效力的各種理論
對於新、舊刑法的適用，基本上有四種理論：

### 從舊原則
在舊法生效期間內發生的行為，無論新法是否認為是違法行為以及處罰的輕重如何，一律依照舊法定罪量刑，是絕對否定刑法的溯及力。

### 從新原則
在新法生效之前作出且仍未經過審判或判決尙未確定的行為，一律根據新法處理，是絕對肯定刑法的溯及力。

### 從舊從輕原則
原則上依據行為發生時的法律處理，但若新法的內容較利於行為人時，則適用新法。

### 從新從優原則
原則上依據審判時的法律處理，但若舊法的內容較利於行為人時，則適用舊法。

## 現時两岸四地的適用情況

### 中国大陆
《中華人民共和國刑法》第十二條規定“中華人民共和國成立以後本法施行以前的行為，如果當時的法律不認為是犯罪的，適用當時的法律；如果當時的法律認為是犯罪的，依照本法總則第四章第八節的規定應當追訴的，按照當時的法律追究刑事責任，但是如果本法不認為是犯罪或者處刑較輕的，適用本法。本法施行以前，依照當時的法律已經作出的生效判決，繼續有效。”從此條體現出從舊從輕原則。

### 香港
香港實施普通法，其不溯及既往原則是建立於香港人權法案與與及法院以普通法方式引用《基本法》三十九條有關人權公約適用香港的情況。根據《基本法》第158條規定，全國人大常委會有權解釋《基本法》，但是解釋不影響已作出的判决；此外，根據《基本法》第13條，全國人大常委會有權將香港特區立法會制定的不符合中央與特區關係的法律發回，但是“除香港特别行政的法律另有規定外，無溯及力”。
在香港居留權爭議中，香港訂立具追溯力的法律，令原來可依基本法成為香港永久居民人強行入境的做法追溯其偷渡罪行（依香港入境條例）。在吳嘉玲案中，香港法院採用的原則與公民權利與政治權利國際公約第十五條相同，即是完全從輕原則（不管新舊），而且不僅是政府不得溯及既往，而且在政府不追究的前題下在法律面前亦不得視為有罪。全國人大常委會對《基本法》第22條的解釋，要求在外出生的港人子女（不管是否有居留權）來港需取得許可。
《1990年刑事罪行（修訂）條例》將成人同意下進行的同性性行為除罪化（非刑事化），規定條例生效之前的行為如不構成新的犯罪就不得追究其刑事責任。

### 澳門
《澳門刑法典》第二條規定“一、刑罰及保安處分，分別以作出事實當時或符合科處保安處分所取決之前提當時所生效之法律確定之。二、如按作出事實當時所生效之法律，該事實為可處罰者，而新法律將之自列舉之違法行為中剔除，則該事實不予處罰；屬此情況且已判刑者，即使判刑已確定，判刑之執行及其刑事效果亦須終止。三、如屬在某一期間內生效之法律，則在該期間內作出之事實繼續為可處罰者。四、如作出可處罰之事實當時所生效之刑法規定與之後之法律所規定者不同，必須適用具體顯示對行為人較有利之制度，但判刑已確定者，不在此限。”可以看出該條第一款和第四款結合起來是從舊從輕原則的體現。

### 臺灣
《中華民國刑法》第二條規定“行為後法律有變更者，適用行為時之法律。但行為後之法律有利於行為人者，適用最有利於行為人之法律。非拘束人身自由之保安處分適用裁判時之法律。處罰或保安處分之裁判確定後，未執行或執行未完畢，而法律有變更，不處罰其行為或不施以保安處分者，免其刑或保安處分之執行。”從這條文中體現出採用從舊從輕原則。

## 外部連結
- 《中華民國刑法》，2006年5月17日更新。
- 《中華人民共和國刑法》，